# Jannatshahr
Jannatshahr (farsi جنت‌شهر) è una città dello shahrestān di Darab, circoscrizione Centrale, nella provincia di Fars. Aveva, nel 2006, una popolazione di 10.817 abitanti. 